# Линия hus-haus

Линия hus-haus

Линия hus-haus (нем. hus/haus-Linie) — изоглосса немецкоязычного языкового пространства, разделяющая сразу несколько языковых областей: швабский диалект от нижнеалеманнского в Баден-Вюртемберге, нижнеалеманнский в Эльзасе и Лотарингии от пфальцского.
На юго-западе от линии происходит изменение верхненемецкого корневого дифтонга au в u или uu: Haus → Hus, Huus. Между Дунаем и Неккаром линия натыкается на изоглоссу mähet-mähe(n), которая проходит к Карлсруэ (см. Линия Карлсруэ). Приблизительно линия проходит через города Вертах — Исни — Равенсбург — Тутлинген — Виллинген-Швеннинген — Фройденштадт — Пфорцхайм — Эттлинген — Вейсенбург.